# Аннакирхе
Аннакирхе (нем. Annakirche), или Церковь Святой Анны — церковь в архиепархии Вены Римско-католической церкви в столице Австрии. Храм расположен в историческом центре Вены во Внутреннем городе на улице Аннагассе (ранее Пиппингерштрассе). В церкви хранится реликвия — правая рука святой Анны, матери Пресвятой Девы Марии. С начала XX века приход находится в ведении священников из Института Облатов Святого Франциска Сальского (OSFS).

## История
В 1415 году Элизабет Вартенауэр из Грундштюка приобрела землю по адресу Кернтнерштрассе, 37. В 1418 году в здании по этому адресу был открыт странноприимный дом, а по адресу Аннагассе, 3а был построен госпиталь для паломников. В 1518 году на Аннагессе, 3б была построена также церковь Святой Анны, на месте старой капеллы этой святой от 1320 года. Храм был возведён в стиле поздней готики. В 1531 году госпиталь и церковь были переданы монахиням-клариссам, а в 1582 году по указу императора Рудольфа II они перешли к иезуитам. В 1629—1633 годах церковь Святой Анны была перестроена в стиле барокко. После реконструкции, 20 ноября 1633 года она была торжественно открыта в присутствии императора Фердинанда II.
В 1694 году, по инициативе императора Леопольда I, при храме было основано братство Святой Анны, для членов которого в 1696 году была устроена капелла Святого Франциска Ксаверия в стиле барокко. В 1716 году под руководством архитектора иезуита Кристофа Тауша церковь была полностью отремонтирована, но 25 июня 1747 года от удара молнией сгорели башня и крыша храма. Вскоре крыша была восстановлена, и 26 июля того же года, в день святой Анны, в церкви состоялось торжественное богослужение в присутствии императрицы Марии Терезии. В 1748 году была восстановлена и башня, а в 1751 году реконструирован пострадавший во время пожара интерьер. Реставраторам удалось сохранить фрески на потолке и в алтарной части храма, созданные в 1717 году Даниелем Граном.
После изгнания иезуитов из Австрийской империи в 1773 году, церковь Святой Анны приобрела статус прихода. В 1897 году она была передана монахам-облатам. Последний раз реставрационные работы в храме проводились в 2004 году под эгидой Федерального ведомства памятников Вены.

## Описание
Здание имеет формы базилики с одним нефом, при этом ширина нефа больше ширины хоров. По бокам расположены шесть боковых капелл, по три с каждой стороны. Самой большой часовней является первая справа — капелла Святого Франциска Ксаверия. Она, как и потолок, украшена фресками работы Даниэля Грана — «Святая Анна в небесной славе», «Пресвятая Дева Мария в небесной славе» и «Слава Иисусу Младенцу».
Особого внимания также заслуживает деревянная статуя «Святая Анна с Пресвятой Девой Марией и Младенцем Иисусом» от 1510 года, авторство которой приписывается  Фейту Штосу. Картины на алтаре созданы живописцем Кремзером Шмидтом, внутренняя отделка принадлежит Кристофу Таушу. Орган работы Иоганна Хенке был установлен в Аннакирхе 24 сентября 1766 года.